# Theridion seximaculatum
Theridion seximaculatum là một loài nhện trong họ Theridiidae.
Loài này thuộc chi Theridion. Theridion seximaculatum được Chuandian Zhu miêu tả năm 1998.